# Новоураљск
Новоураљск (рус. Новоуральск) град је у Русији у Свердловској области. Према попису становништва из 2010. у граду је живело 85.519 становника.

## Становништво
Према прелиминарним подацима са пописа, у граду је 2010. живело 85.519 становника, 9.895 (10,37%) мање него 2002.
| 2002.  | 2010.  |
| ------ | ------ |
| 95.414 | 85.522 |